# 漫画みたいにいかない。
『漫画みたいにいかない。』（まんがみたいにいかない）は、2017年10月からHuluで配信されたドラマである。本項では日本テレビでの放送、舞台、続編にあたる『遊戯みたいにいかない。』（ゲームみたいにいかない）も併せて記述する。

## 概要
漫画家の戸塚オサムが運営する「戸塚プロダクション」を舞台にして、東京03と山下健二郎、山本舞香が演じる関係者が巻き起こすシチュエーション・コメディ。

## 主要キャスト
戸塚オサム
演 - 角田晃広
漫画家。
鳥飼昭雄
演 - 飯塚悟志
定食屋マスター。戸塚の幼馴染。
足立徹
演 - 豊本明長
戸塚の担当編集者。
荒巻弘彦
演 - 山下健二郎
戸塚のアシスタント。「ABAKIN」の名でYouTuber活動もしている。
高橋るみ
演 - 山本舞香
戸塚の娘。母親譲りのルックスと裏腹に性格は父である戸塚に似ていて、男運がない。戸塚曰く、「こっち側の人間」である。

## 漫画みたいにいかない。
2018年1月11日（10日深夜）から同年3月22日（21日深夜）まで毎週木曜0時59分 - 1時29分（水曜24時59分 - 25時29分）に放送された。

### ゲスト
アンモモ
演 - 玉井詩織
第3話ゲスト。ハイテンションガール。
古山たける
演 - 白洲迅
第6話ゲスト。人生イージーモードの嫌味なイケメン金持ち男。
ヒロコ
演 - 高岡早紀
第9話ゲスト。男を惑わす魅惑のマドンナ。戸塚の元妻。

### 放送リスト
サブタイトルは#0を除き「ほとんどの～」で統一されている。
| 話数 | 放送日  | サブタイトル                                               |
| ---- | ------- | ---------------------------------------------------------- |
| 0    | 1月11日 | 漫画家事務所「戸塚プロダクション」を舞台にした悲喜こもごも |
| 1    | 1月18日 | ほとんどの大人は若者をどう怒っていいのか分からない         |
| 2    | 1月25日 | ほとんどの大人は上手に恋愛できていない                     |
| 3    | 2月1日  | ほとんどの大人のアドバイスは適当だ                         |
| 4    | 2月8日  | ほとんどの人間は自分のプラン通りに生きていない             |
| 5    | 2月15日 | ほとんどの大人は他人に理解されない一面を持っている         |
| 6    | 2月22日 | ほとんどの大人は持って生まれた才能の差に抗わずに生きている |
| 7    | 3月1日  | ほとんどの大人は小さいこだわりを原動力に生きている         |
| 8    | 3月8日  | ほとんどの大人は知り合いの全てを知らない（前編）           |
| 9    | 3月15日 | ほとんどの大人は知り合いの全てを知らない（後編）           |
| 10   | 3月22日 | ほとんどの大人はタイミングに振り回されて生きている         |

### スタッフ
- 脚本・監督 - オークラ
- イラスト&アニメーション - ニイルセン
- エンディングテーマ - 雨のパレード「What’s your name?」
- 劇伴 - トクマルシューゴ
- 企画プロデュース - 川邊昭宏（NTV）
- プロデューサー - 秋山健一郎（NTV）、坂下哲也（AXON）、筒井梨絵（AXON）
- 制作協力 - AX-ON
- 製作著作 - 漫画みたいにいかない。製作委員会

## 舞台 漫画みたいにいかない。
2018年4月5日から7日まで、東京・かつしかシンフォニーヒルズ モーツァルトホールで上演された。最終日は全国各地の映画館でライブ・ビューイングが行われた。

### ゲスト（舞台）
西城つかさ
演 - 島崎遥香
富美樫義男
演 - 山崎樹範

### スタッフ（舞台）
- 脚本・演出 - オークラ

### ライブ・ビューイング会場
| 都道府県 | 市区郡     | 会場名                                |
| -------- | ---------- | ------------------------------------- |
| 北海道   | 札幌市     | ユナイテッド・シネマ札幌              |
| 北海道   | 札幌市     | ディノスシネマズ札幌劇場              |
| 青森県   | 青森市     | 青森コロナシネマワールド              |
| 宮城県   | 名取市     | イオンシネマ名取                      |
| 宮城県   | 仙台市     | MOVIX仙台                             |
| 東京都   | 千代田区   | TOHOシネマズ日比谷                    |
| 東京都   | 港区       | T・ジョイ PRINCE 品川                 |
| 東京都   | 墨田区     | TOHOシネマズ錦糸町                    |
| 東京都   | 渋谷区     | 渋谷HUMAXシネマ                       |
| 東京都   | 板橋区     | イオンシネマ板橋                      |
| 東京都   | 葛飾区     | MOVIX亀有                             |
| 東京都   | 調布市     | イオンシネマ シアタス調布             |
| 東京都   | 昭島市     | MOVIX昭島                             |
| 神奈川県 | 横浜市     | TOHOシネマズららぽーと横浜            |
| 神奈川県 | 横浜市     | 横浜ブルク13                          |
| 神奈川県 | 川崎市     | 109シネマズ川崎                       |
| 千葉県   | 千葉市     | イオンシネマ幕張新都心                |
| 千葉県   | 千葉市     | シネプレックス幕張                    |
| 千葉県   | 柏市       | MOVIX柏の葉                           |
| 埼玉県   | さいたま市 | イオンシネマ浦和美園                  |
| 埼玉県   | 鶴ヶ島市   | ユナイテッド・シネマわかば            |
| 茨城県   | つくば市   | MOVIXつくば                           |
| 栃木県   | 宇都宮市   | MOVIX宇都宮                           |
| 群馬県   | 高崎市     | イオンシネマ高崎                      |
| 群馬県   | 伊勢崎市   | プレビ劇場ISESAKI                     |
| 新潟県   | 新潟市     | イオンシネマ新潟南                    |
| 長野県   | 長野市     | 長野グランドシネマズ                  |
| 石川県   | 野々市市   | イオンシネマ御経塚                    |
| 静岡県   | 静岡市     | MOVIX清水                             |
| 愛知県   | 名古屋市   | TOHOシネマズ名古屋ベイシティ          |
| 愛知県   | 名古屋市   | イオンシネマ名古屋茶屋                |
| 愛知県   | 名古屋市   | 109シネマズ名古屋                     |
| 愛知県   | 安城市     | 安城コロナシネマワールド              |
| 大阪府   | 大阪市     | 大阪ステーションシティシネマ          |
| 大阪府   | 八尾市     | MOVIX八尾                             |
| 京都府   | 京都市     | イオンシネマ京都桂川                  |
| 京都府   | 京都市     | MOVIX京都                             |
| 兵庫県   | 神戸市     | 神戸国際松竹                          |
| 兵庫県   | 神戸市     | OSシネマズミント神戸                  |
| 兵庫県   | 尼崎市     | MOVIXあまがさき                       |
| 岡山県   | 岡山市     | イオンシネマ岡山                      |
| 広島県   | 広島市     | 109シネマズ広島                       |
| 香川県   | 高松市     | イオンシネマ高松東                    |
| 徳島県   | 徳島市     | イオンシネマ徳島                      |
| 福岡県   | 福岡市     | ユナイテッド・シネマ キャナルシティ13 |
| 福岡県   | 福岡市     | 福岡中洲大洋映画劇場                  |
| 沖縄県   | 中頭郡     | ミハマ7プレックス                     |

## 舞台 漫画みたいにいかない。第2巻
2019年2月19日から2月22日まで東京・かつしかシンフォニーヒルズ モーツァルトホールで、同年3月8日から3月9日まで兵庫・神戸国際会館こくさいホールで上演された。最終日は全国各地の映画館でライブ・ビューイングが行われた。

### ゲスト（舞台第2巻）
- 上杉柊平
- 相島一之
- 玉井詩織 - 2/19(火)昼・夜2公演のみ
- 菅井友香（欅坂46）- 2/20（水）昼・2/21（木）昼・夜

### スタッフ（舞台第2巻）
- 脚本・演出 - オークラ

### ライブ・ビューイング会場（舞台第2巻）
| 都道府県 | 市区郡     | 会場名                                |
| -------- | ---------- | ------------------------------------- |
| 北海道   | 札幌市     | ディノスシネマズ札幌劇場              |
| 北海道   | 札幌市     | ユナイテッド・シネマ札幌              |
| 青森県   | 青森市     | 青森コロナシネマワールド              |
| 宮城県   | 仙台市     | TOHOシネマズ仙台                      |
| 宮城県   | 仙台市     | MOVIX仙台                             |
| 東京都   | 千代田区   | TOHOシネマズ日比谷                    |
| 東京都   | 墨田区     | TOHOシネマズ錦糸町オリナス            |
| 東京都   | 渋谷区     | 渋谷HUMAXシネマ                       |
| 東京都   | 昭島市     | MOVIX昭島                             |
| 東京都   | 調布市     | イオンシネマシアタス調布              |
| 神奈川県 | 横浜市     | TOHOシネマズららぽーと横浜            |
| 神奈川県 | 川崎市     | TOHOシネマズ 川崎                     |
| 神奈川県 | 川崎市     | 109シネマズ川崎                       |
| 千葉県   | 千葉市     | シネプレックス幕張                    |
| 千葉県   | 柏市       | MOVIX柏の葉                           |
| 埼玉県   | さいたま市 | MOVIXさいたま                         |
| 茨城県   | 水戸市     | ユナイテッド・シネマ水戸              |
| 栃木県   | 宇都宮市   | TOHOシネマズ 宇都宮                   |
| 群馬県   | 高崎市     | イオンシネマ 高崎                     |
| 新潟県   | 新潟市     | イオンシネマ 新潟南                   |
| 長野県   | 長野市     | 長野グランドシネマズ                  |
| 静岡県   | 静岡市     | シネシティザート                      |
| 愛知県   | 名古屋市   | 109シネマズ名古屋                     |
| 愛知県   | 名古屋市   | ミッドランドスクエアシネマ            |
| 愛知県   | 安城市     | 安城コロナシネマワールド              |
| 石川県   | 金沢市     | 金沢コロナシネマワールド              |
| 大阪府   | 大阪市     | TOHOシネマズ梅田                      |
| 大阪府   | 大阪市     | 大阪ステーションシティシネマ          |
| 京都府   | 京都市     | TOHOシネマズ二条                      |
| 兵庫県   | 神戸市     | 神戸国際松竹                          |
| 岡山県   | 岡山市     | イオンシネマ岡山                      |
| 広島県   | 広島市     | 109シネマズ広島                       |
| 徳島県   | 徳島市     | イオンシネマ徳島                      |
| 香川県   | 綾歌郡     | イオンシネマ宇多津                    |
| 福岡県   | 福岡市     | ユナイテッド・シネマ キャナルシティ13 |
| 福岡県   | 福岡市     | TOHOシネマズ天神                      |
| 沖縄県   | 中頭郡     | ミハマ7プレックス                     |

## 遊戯みたいにいかない。
2019年4月18日（17日深夜）から6月6日（5日深夜）まで放送されていた。

### ゲスト（遊戯）
百川さくら
演 - 堀未央奈（乃木坂46）
第1話ゲスト。荒巻の従姉妹。有名女子大生ブロガー。
小野田栄次郎
演 - 千葉雄大
第2話ゲスト。るみの紹介で戸塚プロダクションで働くことになった新人アシスタント。通称「オノッチ」。
裏沢直人
演 - 梶裕貴
第3話ゲスト。荒巻の元劇団仲間。荒巻に頼まれて戸塚が娘・るみと仲直りするための芝居の台本を書き、演技指導をする。
西条つかさ
演 - 島崎遥香
第4・5話ゲスト。「舞台 漫画みたいにいかない。」に続いて出演。戸塚プロの元アシスタント。超ド級のこじらせ女子。富美樫がるみと浮気していると思いこんでいる。ABAKINを神として崇拝している。
富美樫義男
演 - 山崎樹範
第4・5話ゲスト。「舞台 漫画みたいにいかない。」に続いて出演。自称るみの元カレ。るみのストーカー扱いをされる。西条つかさと付き合っている。
謎の男
演 - 谷中敦（東京スカパラダイスオーケストラ）
第5話特別出演。戸塚の通うガールズバーの店員。
海名チカ子
演 - 飯豊まりえ
第7話ゲスト。るみの高校の同級生。るみは親友だと言っている。ファッション雑誌でコーディネートの仕事をしている。

### 放送リスト（遊戯）
サブタイトルは「ほとんどの大人は～」で統一されている。
| 話数 | 放送日  | サブタイトル                                                               | ゲスト                     |
| ---- | ------- | -------------------------------------------------------------------------- | -------------------------- |
| 1    | 4月18日 | ほとんどの大人はなぜ若者が怒っているのかピンときていない。                 | 堀未央奈                   |
| 2    | 4月25日 | ほとんどの大人は気づかずに若者を追い詰めている。                           | 千葉雄大                   |
| 3    | 5月2日  | ほとんどの大人は揉め事をウヤムヤにさせて解決している。                     | 梶裕貴                     |
| 4    | 5月9日  | ほとんどの大人は面倒くさい人間には優しくしておけばいいと思ってる。         | 島崎遥香、山崎樹範         |
| 5    | 5月16日 | ほとんどの大人は面倒くさい人間には優しくしておけばいいと思ってる。（後編） | 島崎遥香、山崎樹範、谷中敦 |
| 6    | 5月23日 | ほとんどの大人は人の悩みの真相を捉えず心配している。                       | -                          |
| 7    | 5月30日 | ほとんどの大人は若い女子のしがらみに介入できない。                         | 飯豊まりえ                 |
| 8    | 6月6日  | ほとんどの大人は何か言いづらい事を抱え生きている。                         | -                          |

### スタッフ（遊戯）
- 脚本・監督 - オークラ
- イラスト&アニメーション - ニイルセン
- 企画プロデュース - 川邊昭宏（NTV）
- プロデューサー - 坂下哲也（AXON）、佐藤俊之（NTV）
- 制作協力 - AX-ON
- 製作著作 - 漫画みたいにいかない。製作委員会
- 主題歌 - 東京スカパラダイスオーケストラ「遊戯みたいにGO」

## 舞台 漫画みたいにいかない。第2巻 静岡プレミアムVer.
静岡公演。2019年6月19日から6月20日まで、計3公演が静岡市民文化会館大ホールで上演される。

### ゲスト（静岡プレミアムVer.）
- 上杉柊平
- 菅井友香（欅坂46）
- 相島一之

### スタッフ（静岡プレミアムVer.）
- 脚本・演出 - オークラ
- 主催 - 「漫画みたいにいかない。製作委員会」/Daiichi-TV
- 企画制作 - 日本テレビ
- 制作協力 - キョードー東京